# Marvin Matip
Marvin Matip (Bochum, 25 september 1985) is een Duitse voetballer van FC Ingolstadt 04. Hij speelt als verdediger.

## Clubcarrière
In het zuidwesten van Bochum speelde Matip bij amateurclub SC Weitmar. In 1994 stapte Matip, de zoon van een vader uit Kameroen en een moeder uit Duitsland, over naar VfL Bochum. Hier doorliep hij de jeugdopleiding. Hij is de neef van Joseph-Desiré Job. Zijn vader Jean is ex-voetballer en zijn broer Joël Matip speelt bij Liverpool.
In het seizoen 2004-2005 speelde Matip voor het amateurelftal van VfL Bochum in de Oberliga. Zijn eerste wedstrijd in het profteam van VfL Bochum was in de wedstrijd tegen VfL Wolfsburg.
In het seizoen 2005-2006 wisselde Matip van club. Hij ging spelen voor 1. FC Köln. In februari 2010 werd hij verhuurd aan Karlsruher SC. Op 11 april 2010 maakte hij namens Karlsruher SC de winnende treffer in de laatste minuut in de thuiswedstrijd tegen Hansa Rostock.
Sinds 2010 komt Matip uit voor FC Ingolstadt 04, waarmee hij op 17 mei 2015 kampioen werd van de 2. Bundesliga.

## Erelijst
Ingolstadt
- 2. Bundesliga

2014/15